# 長者まつりんぐ広場
合併記念多目的交流広場 長者まつりんぐ広場（がっぺいきねんたもくてきこうりゅうひろば ちょうじゃまつりんぐひろば）は、青森県八戸市の広場である。
旧国道45号沿線の大字糠塚字古常泉下・大字山伏小路・大字鍛冶町にまたがる。かつては旧八戸市立市民病院であり、2005年3月の八戸市と南郷村との合併を契機に整備された。整地段階で合併特例債の29億円を要した大事業であり、2007年8月1日に開業した。
山車団地の一つとして活用される都市公園のため、八戸三社大祭やえんぶりも行われる。マンション建設構想、イオン建設構想、県立八戸芸術パーク建設構想も存在したものの、実質的に自然消滅している形となっている。